# Solamente vos
Solamente vos è una telenovela argentina trasmessa dal 21 gennaio 2013 al 20 gennaio 2014 su El Trece.

## Trama
Juan è un direttore d'orchestra di 43 anni separato dalla moglie Ingrid con 5 figli tra i 5 e i 20 anni. L'uomo s'innamora di Aurora, parrucchiera trentatreenne nonché fidanzata del suo migliore amico Felix, presidente della campagna discografica di sua moglie Michelle.
Aurora è l'amante di Felix già da 6 mesi e sta aspettando che lasci Michelle. I 5 figli sono Julieta, Daniela, Mora, Eugenio e Lolita che stanno male per la separazione dei genitori.
Durante un concerto Juan sviene, ripensando alla discussione con la moglie. Portato in ospedale conosce Aurora, venuta lì per trovare sua madre. Juan si trova costretto a dichiarare il suo amore per Aurora ed essere leale con il suo amico.
Daniela chiede poi a suo padre di voler fare una carriera da cantante ma hanno delle discussioni e lei poi ha una relazione con Federico, figlioccio di suo padre.

## Personaggi e interpreti

### Personaggi principali
- Juan Cousteau, interpretato da Adrián Suar
- Aurora Andrés, interpretato da Natalia Oreiro
- Ingrid Albarracin, interpretato da Muriel Santa Ana
- Daniela Cousteau, interpretato da Lali Espósito
- Félix Month, interpretato da Juan Minujín
- Julieta Cousteau, interpretato da María Eugenia Suárez
- Michelle, interpretato da Claudia Fontán
- Lautaro Cousteau, interpretato da Arturo Puig
- Orlando Andrés, interpretato da Alberto Martín
- Rosita, interpretato da Ana María Picchio
- Federico, Interpretato da Benjamín Rojas

## Episodi
| Stagione       | Episodi | Prima TV Argentina | Prima TV Italia |
| -------------- | ------- | ------------------ | --------------- |
| Prima stagione | 223     | 2013-2014          | inedita         |